# Gærdesnerle
Gærdesnerle (Calystegia sepium), også skrevet Gærde-Snerle, er en 2-3 meter lang slyngende urt, der vokser i rørsump, baneskråninger eller på strandenge og klitter.

## Beskrivelse
Gærdesnerle er en flerårig urt med en slyngende vækst. Stænglerne er glatte eller meget fint hårede og runde i tværsnit. Bladene er spredte og pilformede med hel rand. Over- og underside er ensartet græsgrøn.
Blomstringen sker i juli-september, hvor man ser de store, hvide (eller sjældent lyserøde), tragtformede blomster sidde enkeltvis ved bladhjørnerne. Frugten er en kapsel med få frø.
Rodnettet er meget dybtgående og kraftigt. Nedliggende stængler slår rod, hvor de berører jorden vedvarende.
Højde x bredde og årlig tilvækst: 3 x 0,25 m (300 x 25 cm/år) – heri ikke medregnet rodskud fra det store rodnet.

## Voksested
Arten har flere underarter, som er knyttet til forskellige nicher. Det fælles er dog, at de foretrækker næringsrige, fugtige voksesteder som rørsumpe og affaldspladser.
Arten findes ofte sammen med bittersød natskygge, lægestokrose, tagrør og bredbladet dunhammer.